# Мариекопром (НВО)
Науково-виробниче об’єднання (НВО) «Мариекопром» — організація, що діяла на території  України з 1 липня 1991 року до 9 серпня 1998 року. Основною сферою її діяльності була експлуатація підводної техніки. Упродовж цього періоду значна частина підводної техніки була продана або виведена з експлуатації, що призвело до її загального занепаду.

## Історія.

НВО "Мариекопром". Історична довідка.

Згідно з наказом Міністра рибного господарства СРСР № 86 від 5 березня 1991 року, Севастопольську базу спеціального експериментального флоту та підводних апаратів (Базу «Гідронавт») було ліквідовано. Її правонаступником з 1 липня 1991 року стало Науково-виробниче об’єднання з розвитку марикультури і підводних досліджень (НВО «Мариекопром») Міністерства рибного господарства СРСР. Керівником об’єднання було призначено Л. Євграфова.
14 жовтня 1991 року Академія наук України видала розпорядження № 301-р, відповідно до якого НВО «Мариекопром» було перепідпорядковано Інституту нових фізичних і прикладних проблем АН України. Керівником організації призначено І.Нестеренка.
Відповідно до постанови Президії Національної академії наук України № 10 від 18 січня 1995 року, НВО «Мариекопром» було включено до складу Морського гідрофізичного інституту НАН України як самостійну установу з правами юридичної особи.
Постановою Бюро Президії Національної академії наук України № 435 від 31 грудня 1997 року Науково-виробниче об’єднання «Мариекопром» було реорганізовано з 10 серпня 1998 року в Державне науково-виробниче підприємство з підводних технологій і досліджень (ДНВП «Морські технології») у складі Морського гідрофізичного інституту НАН України.
Таким чином, установа під назвою НВО «Мариекопром» існувала з 1 липня 1991 року до 9 серпня 1998 року.
Упродовж цього періоду весь надводний флот, який на момент створення організації перебував у її розпорядженні, було продано або залишено в іноземних портах. На час припинення діяльності НВО «Мариекопром» з підводної техніки залишалися лише пілотовані підводні апарати (ППА) «Лангуст» і «Риф», а також підводна спостережна камера, що буксирується (ПСКБ) «Тетіс-Н».
У 2002 році організацію штучно було оголошено банкрутом, а у 2003 році — ліквідовано. Два пілотовані підводні апарати — «Лангуст» і «Риф», а також підводну спостережну камеру, що буксирується (ПСКБ) «Тетіс-Н», було передано на баланс Науково-дослідного центру Збройних Сил України — "Державний океанаріум".

## Структура
Структура при створенні НВО «Мариекопром» залишилась такою, якою була в Базі «Гідронавт».

### Підводна техніка
До науково-виробничого об'єднання «Мариекопром» під час його створення була передана вся підводна техніка бази «Гідронавт» — пілотовані підводні апарати (ППА), підводні лабораторії, що буксируються (ПЛБ), та підводні спостережні камери, що буксируються (ПСКБ). Загальна кількість підводної техніки становила 13 одиниць:
— ПЛБ «Бентос-300» — 2 одиниці;
— ППА: типу «Сєвєр-2» — 2 одиниці, типу «ТІНРО-2» — 2 одиниці, типу «Омар» — 2 одиниці, типу «Риф» — 1 одиниця;
— ПСКБ: типу «Тетіс» — 3 одиниці, типу "Тетіс-Н" — 1 одиниця.
Протягом періоду існування НВО «Мариекопром» із 13 одиниць підводної техніки залишилося лише три: пілотовані підводні апарати "Риф" і "Лангуст" та підводна спостережна камера, що буксирується, "Тетіс-Н".
Занепад підводної техніки за час існування НВО «Мариекопром» відображено в таблиці:
        При створенні  01.07.1991р.                                            При реорганізації 10.08.1998 р.
| №  | Тип  | Назва         | Проєкт | Рік побудови |
| 1  | ППА  | Сєвєр-2       | 1825   | 1970         |
| 2  | ППА  | Сєвєр-2 біс   | 1825   | 1976         |
| 3  | ППА  | ТІНРО-2       | 1602   | 1973         |
| 4  | ППА  | ТІНРО-2 біс   | 1602   | 1975         |
| 5  | ПЛБ  | Бентос-300 №1 | 1603   | 1976         |
| 6  | ПЛБ  | Бентос-300 №2 | 1603   | 1983         |
| 7  | ППА  | Риф           | Риф    | 1985         |
| 8  | ППА  | Омар          | Омар   | 1986         |
| 9  | ППА  | Лангуст       | Омар   | 1987         |
| 10 | ПСКБ | Тетіс 01807   | 1605   | 1973         |
| 11 | ПСКБ | Тетіс 01809   | 1605   | 1974         |
| 12 | ПСКБ | Тетіс 01836   | 1605   | 1974         |
| 13 | ПСКБ | Тетіс-Н       | 16051  | 1990         |

| № | Тип  | Назва   | Проєкт | Рік побудови |
| 1 | ППА  | Риф     | Риф    | 1985         |
| 2 | ППА  | Лангуст | Омар   | 1987         |
| 3 | ПСКБ | Тетіс-Н | 16051  | 1990         |
|   |      |         |        |              |
|   |      |         |        |              |
|   |      |         |        |              |
|   |      |         |        |              |
|   |      |         |        |              |
|   |      |         |        |              |
|   |      |         |        |              |
|   |      |         |        |              |
|   |      |         |        |              |
|   |      |         |        |              |
|   |      |         |        |              |

## Флот суден
На момент створення НВО «Мариекопром» мало у своєму розпорядженні флот із 13 суден таких типів:
– НДС — науково-дослідне судно;
– НПС — науково-пошукове судно;
– РПС — рибопошукове судно;
– МРБ — морський рятувальний буксир.
Протягом існування НВО «Мариекопром» у складі Академії наук України під керівництвом І. Нестеренка організація втратила весь флот, використовуючи різноманітні схеми.
На момент реорганізації установи 10 серпня 1998 року жодне судно не перебувало на її балансі.
Занепад надводного флоту за час існування НВО «Мариекопром» відображено в таблиці:
                            При створенні  01.07.1991р.                                         При реорганізації 10.08.1998 р.
| №  | Тип | Назва       | Водовміщення | Рік побудови |
| 1  | НДС | Хронометр   | 3362         | 1973         |
| 2  | НПС | Одісей      | 3870         | 1970         |
| 3  | НПС | Іхтіандр    | 3870         | 1973         |
| 4  | РПС | Гідронавт   | 1263         | 1977         |
| 5  | РПС | Гідробіолог | 1263         | 1978         |
| 6  | РПС | Супса       | 1220         | 1980         |
| 7  | РПС | Рекорд      | 1220         | 1982         |
| 8  | РПС | Гордий      | 1278         | 1958/1977    |
| 9  | РПС | Дивний      | 1278         | 1960/1982    |
| 10 | МРБ | Ахтіар      | 1670         | 1989         |
| 11 | РПС | Кача        | 1220         | 1990         |
| 12 | РПС | Каламіта    | 1220         | 1990         |
| 13 | РПС | Карат       | 1220         | 1990         |

| № | Тип | Назва | Водовміщення | Рік побудови |

## Твори чи публікації
- Газета "Дзеркало тижня, 14.04.1995 р,, Пілунський Л.П., "Знают ли на берегах Днепра, что Украина морская держава, или видны ли из киевских кабинетов океанские дали?" https://zn.ua/allnews/znayut_li_na_beregah_dnepra,_chto_ukraina_morskaya_derzhava,_ili_vidny_li_iz_kievskih_kabinetov_okea.html
- Документальний фільм «Гидронавты»/Реж. С.Хейфец, ЦСДФ, 1990 р,— https://www.youtube.com/watch?v=zc0BqF7ADuY
- Документальний фільм "Подводные аппараты Базы «Гидронавт»/реж. С.Хейфец, к/ст. «Москва», 1991 р — https://www.youtube.com/watch?v=RP5_ITtvUmY
- Журнал «Геологія і корисні копалини Світового океану», 2006 р., випуск №2, стор. 122—132. https://cyberleninka.ru/article/n/pidvodniy-naukovo-doslidniy-flot-ukrayini/viewer